# RTorrent
rTorrent là một trình khách BitTorrent dạng dòng lệnh, được lập trình bằng ngôn ngữ C++ sử dụng thư viện ncurses, mã nguồn của rTorrent dựa trên thư viện libTorrent cho Unix. Mục đích chính của rTorrent là hiệu suất cao và có mã lập trình tốt. Không như các trình khách BitTorrent khác, thư viện thực thi của rTorrent sử dụng hàm mmap() chuyển trực tiếp file pages vào network stack. Trên một đường truyền Internet có băng thông cao, rTorrent đã được khẳng định làm máy gieo hạt (chỉ tải lên) nhanh hơn rất nhiều lần so với trình khách BitTorrent chính thức
Trình khách rTorrent có thể chạy trên rất nhiều bản phân phối của Linux và Unix và nó chạy trên hầu hết các hệ điều hành dạng POSIX-compliant — ví dụ như FreeBSD.
rTorrent sử dụng thư viện lập trình ncurses vì vậy nó tương thích với screen hoặc dtach
rTorrent cho phép lưu trữ phiên làm việc, các tệp đang tải về và tải lên. Cho phép tải từng tệp riêng lẻ trong một tệp torrent.